# Philophylla fossata
Philophylla fossata är en tvåvingeart som först beskrevs av Fabricius 1805.  Philophylla fossata ingår i släktet Philophylla och familjen borrflugor. Inga underarter finns listade i Catalogue of Life.